# Die große Kapriole
Die große Kapriole (Original: La Grande cabriole) ist ein vierteiliger,  französisch-italienisch-deutscher Fernsehfilm über die Zeit der Französischen Revolution mit Fanny Ardant aus dem Jahr 1989. In Deutschland wurde die Reihe in sieben Folgen Ende 1992 im Fernsehen ausgestrahlt.

## Handlung
Im Juni 1789 leiden die Menschen überall in Frankreich an einer Hungersnot und die Französische Revolution steht kurz bevor. 
Die beiden adeligen Geschwister Alexandre und Laure-Adélaïde wuchsen in der kleinen Stadt Châteaudun zusammen mit den Kindern der Umgebung auf. Armand Gallois, der Sohn eines Tuchhändlers, und Augustin Bardou, dessen Vater Gastwirt ist, sind noch Jahre später die besten Freunde von Alexandre.
Laure-Adélaïde heiratet schließlich den Grafen Jules de Chabrillant und bekommt mit ihm zwei Töchter. Der Graf ist überaus höflich und distanziert und lässt daher seiner Gattin viel Freiraum, was diese auszunutzen weiß. Seit mehreren Jahren hat Laure-Adélaïde eine geheime Affäre mit Armand, der inzwischen ein Schriftsteller geworden ist. Sie treffen sich regelmäßig in einer versteckten Mühle auf ihrem Anwesen, obwohl sie bereits mehrfach versucht haben, voneinander loszukommen. Eines Tages reitet Laure-Adélaïde ungeduldig zur Mühle, um Armand mitzuteilen, dass sie ihn endgültig verlasse. 
Obwohl Augustin eigentlich davon träumt, Soldat zu werden, beugt er sich dem Willen seines Vaters und nimmt an einem Priesterseminar teil. Als der Sturm auf die Bastille erfolgt und das Feudalsystem in Frankreich auf den Kopf gestellt wird, sieht Alexandre sich und seine Angehörigen dem Pöbel hilflos ausgeliefert. Die Flucht ins Ausland wird unausweichlich.
Augustin kommen die Ereignisse dagegen gerade recht, denn sie geben ihm die Gelegenheit, das Seminar zu verlassen und sich dem Militär anzuschließen. 
Weitere Jahre vergehen. Laure-Adélaïde hat zwar ihren Status und ihr Vermögen verloren, aber in ihrem Exil in der Lombardei ihre Freiheit zurückgewonnen. Augustin ist inzwischen ein angesehener Offizier von Napoleon Bonaparte und will sich einen weiteren Traum erfüllen, den er seit Jahren hegt: Er will die für ihn bisher unerreichbare Laure-Adélaïde für sich erobern. Zudem will er sich für alle Demütigungen wegen seiner einfachen Herkunft an den ehemaligen Feudalherren rächen. 

## Hintergrund

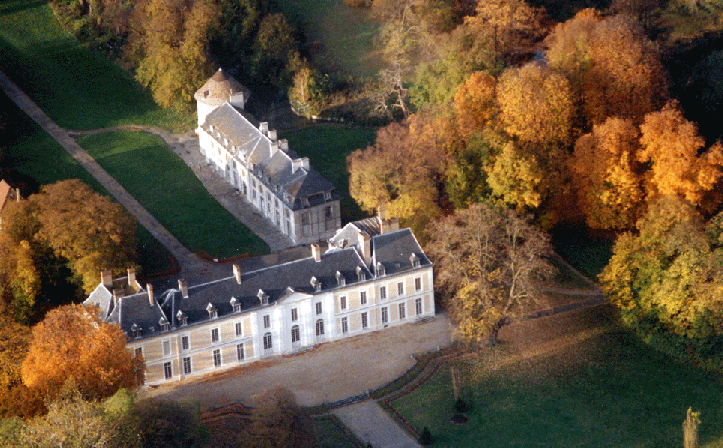
Château de Brou, ein Drehort des Films

Regisseurin Nina Companéez hatte mit Hauptdarstellerin Fanny Ardant bereits für die beiden Fernsehmehrteiler Die Damen von der Küste (Les Dames de la côte, 1979) und Evas Töchter (Le Chef de famille, 1982) zusammengearbeitet. Die Dreharbeiten für Die große Kapriole erfolgten u. a. in Senlis im französischen Département Oise und auf Château de Brou im Département Indre-et-Loire. 
Anlässlich der Zweihundertjahrfeier der Französischen Revolution wurde Die große Kapriole am 4. Januar 1989 in vier Teilen zum ersten Mal im französischen Fernsehen ausgestrahlt. In Deutschland war die Reihe erstmals ab dem 9. November 1992 in sieben Teilen im Fernsehen zu sehen.